# Matra MS9
Der Matra MS9 war ein Formel-1-Rennwagen, entwickelt und gebaut von Matra 1968.

## Entwicklungsgeschichte und Technik
Der MS9 war ein Testwagen, der nur in einem einzigen Formel-1-Rennen eingesetzt wurde. Der Wagen hatte ein modifiziertes MS7-Fahrgestell und die Aufhängungen des Matra-Sportwagen. Der Wagen sollte als Versuchsfahrzeug für den Matra-12-Zylinder-Motor dienen, Ken Tyrrell bestand aber auf einer Lösung für den 8-Zylinder-Motor von Cosworth. Der Wagen wurde umgebaut, da das DFV-Aggregat ein mittragendes Element des leichten Gitterrohrrahmens sein musste, das das Monocoque mit der Hinterradaufhängung verband.

## Renngeschichte
Da der MS10 noch nicht fertig war, kam der MS9 beim Großen Preis von Südafrika 1968 zu einem unerwarteten Renneinsatz. Der Rennwagen wurde erst vor Ort zusammengebaut, dennoch qualifizierte sich Jackie Stewart damit für die erste Startreihe. Im Rennen fiel der Schotte nach 37 Runden an 2. Stelle liegend mit einem Motorschaden aus.